# Barry Hawkins
Barry Hawkins (Dartford, Kent, 23 de abril de 1979) é um jogador de snooker profissional inglês.
Durante a época 2012-2013, Hawkins venceu o seu primeiro torneio a contar para o ranking mundial de snooker, o Australian Goldfields Open, vencendo nas eliminatórias Matthew Stevens e Mark Davis. Fez uma excelente final vencendo Peter Ebdon 9-3. No Campeonato Mundial de Snooker de 2013, Hawkins foi finalista vencendo nas eliminatórias jogadores mais bem posicionados no ranking como Mark Selby, número 1 mundial, Ding Junhui e Ricky Walden.
Venceu até ao momento 3 torneios a contar para o ranking.